# Buritinópolis
Buritinópolis é um município brasileiro do interior do estado de Goiás, na Região Centro-Oeste do país. A população estimada em 2015, de acordo com o Instituto Brasileiro de Geografia e Estatísticas (IBGE) é de 3.394 habitantes. É considerado um local pacato e de pessoas hospitaleiras. Passou a se chamar Buritis, sendo distrito de Mambaí. Com a emancipação, em 9 de abril de 1992, o município passou a chamar-se Buritinópolis, devido ao Rio Buriti, e como homenagem a Martinópolis. O município apresenta o Índice de Desenvolvimento Humano Municipal - 2010 (IDHM 2010) de 0,704.

## História
Buritinópolis tem sua história iniciada por volta de 1950. A população que habitava a fazenda Martinópolis, à margem do Rio Corrente, construiu ponte de acesso a Alvorada, por duas vezes, e, na época da cheia, as águas derrubavam a ponte.
A população, que já tinha a intenção de morar em uma cidade estruturada, se cansou das dificuldades e decidiu mudar para as terras doadas pelos pequenos proprietários da região, às margens do Rio Buriti, por volta de 1975. Foi construída a igreja em louvor de São Francisco Xavier, padroeiro do lugar.
A população morava em barracos de tábuas, que proliferavam no local. Assim, a pequena cidade começou a se desenvolver.
Passou a se chamar Buritis, sendo distrito de Mambaí. Com a emancipação, em 9 de abril de 1992, o município passou a chamar-se Buritinópolis, devido ao Rio Buriti, e como homenagem a Martinópolis.

## Formação Administrativa
Distrito criado com a denominação de, Martinópolis de Goiás, ex-povoado pela lei municipal nº 15, de 5 de dezembro de 1963, subordinado ao município de Mambai. 
Em divisão territorial datada de 31 de dezembro de 1963, o distrito Martinópolis, figura no município de Mambaí. 
Assim permanecendo em divisão territorial datada de 1988.
Elevado à categoria de município com a denominação de Buritinópolis, pela lei estadual nº 11.705, de 29 de abril de 1992, desmembrado de Mambaí. Sede no atual distrito Buritinópolis ex-povoado de Martinópolis de Goiás. Constituído do distrito sede. Instalado em 1 de janeiro de 1993.
Em divisão territorial datada de 2003, o município é constituído do distrito sede, assim permanecendo em divisão territorial datada de 2007.

## Vilas e Povoados
Alguns povoados e vilas se formaram na área do município, como: Vila Nova, Santa Rita, Currais, Lagoa Nova, Capoeira do Meio, Angical, Sobrado, Buritizinho dentre outros.